# Смольково (Ардатовський район)
Смолько́во (рос. Смольково, ерз. Смольково) — село у складі Ардатовського району Мордовії, Росія. Входить до складу Рідкодубського сільського поселення.

## Населення
Населення — 149 осіб (2010; 162 у 2002).
Національний склад (станом на 2002 рік):
- росіяни — 89 %